# Alice Chaucer
Alice Chaucer, coniugata de la Pole (1404 – 1475), è stata una nobile inglese, duchessa consorte di Suffolk.

## Biografia
Era figlia di Thomas Chaucer e Matilda Burghersh. Suo nonno fu il poeta Geoffrey Chaucer.
All'età di undici anni venne data in sposa a Sir John Philip. La coppia visse per un breve periodo nel Castello di Donnington, ma Sir John morì un anno dopo il matrimonio.
Più tardi, dopo il 1421, Alice venne di nuovo maritata, stavolta a Thomas Montacute, IV conte di Salisbury, morto poi nel 1428.
Di nuovo vedova, contrasse un terzo matrimonio nel 1430, sposando William de la Pole, conte e poi duca di Suffolk. Dall'unione nacque un figlio, John de la Pole, II duca di Suffolk (27 settembre 1442 – 1491), succeduto al padre nel ducato di Suffolk.
William divenne connestabile del Castello di Wallingford nel 1434. Alice divenne invece dama di compagnia della regina Margherita d'Angiò nel 1445.
Dopo che William nel 1449 venne assassinato mentre si recava in esilio, le sue proprietà tra cui il castello, l'onore di Wallingford e St Valery passarono a lei.
Dovette difendere molte volta la sua posizione. Nella guerra delle due rose, pur avendo ricevuto molte concessioni e titolo dai Lancaster, sostenne il partito dei York.
Nel 1455 risultava custode del castello di Exeter. Risultava inoltre ufficialmente castellana di Wallingford fino almeno al 1471 e forse fino alla sua morte, avvenuta nel 1475.
Nel 1472 Alice divenne anche custode di Margherita d'Angiò, sua ex amica e mecenate.
Alice morì nel 1475 da ricca proprietaria terriera: risultava alla sua morte infatti possidente di ben ventidue contee.
Fu mecenate di John Lydgate.
Venne sepolta nella Chiesa Parrocchiale di Santa Maria a Ewelme, nell'Oxfordshire.